# Chanson d'amour de Kangding

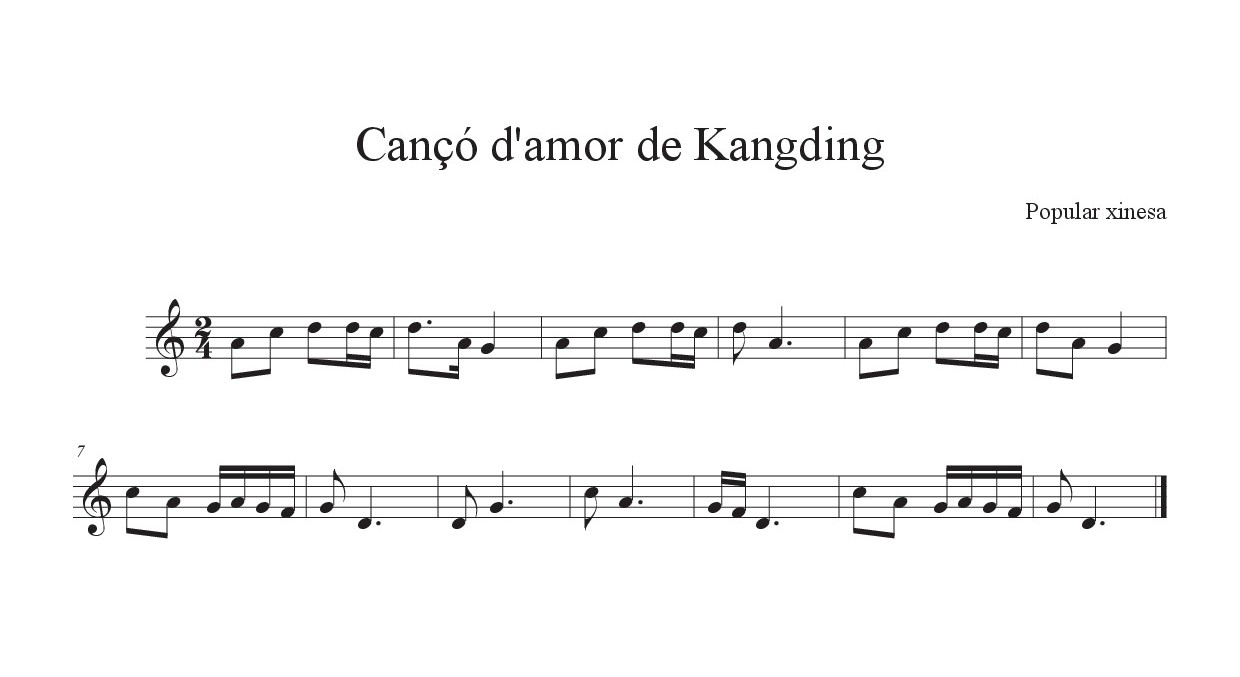
Chanson d'amour de Kangding

Chanson d'amour de Kangding (ou Kangding Qingge ; chinois : 康定情歌 ; pinyin : kāngdìng qínggē) est une chanson folklorique de Chine qui fait référence à Kangding, composée en mai 1946, lorsque la ville était située dans la province du Xikang. Composée par Wu Wenli (吴文季) lors d'un voyage d'étude dans la Préfecture autonome tibétaine de Garzê, elle est connue pour son interprétation en 1947 par le soprano Yu Yixuan (zh) (喻宜萱).